# 林真由
林 真由（はやし まゆ、1989年4月13日 - ）は、日本の看護師、保健師。ミス・ワールド・ジャパン2016ファイナリスト。

## 経歴
1989年4月13日、東京都に生まれる。
母がJICA、国境なき医師団、日本ユニセフ協会などの活動に関心を寄せており、その関係で幼少時よりボランティア活動に従事した。
2011年5月より東日本大震災の被災者支援を開始し、以後毎月のように気仙沼に通い、活動を続けている。
慶應義塾大学看護医療学部卒業。その後、大学病院で働くが、「6歳の被虐待児童に出会ったとき、その子のケアだけじゃなく、親や家族全体を見る必要があると強く感じた。そういう実体験を経て、家族全体で健やかに成長できるような社会を目指すべく、もっと勉強がしたい」との考えから、2015年4月に東京大学大学院医学系研究科健康科学・看護学専攻修士課程に入学した。
2016年、「Girl’s Snap Summer Fashion Contest 2016」第2位。
2017年3月に大学院の修士課程を修了。修士論文は『非配偶者間人工受精を選択した家族における家族形成プロセスに関する質的研究―医療従事者・専門家に対するインタビュー調査―』。『COSMOPOLITAN 日本版』のインタビューにも、大学院入学後に「不妊治療、特に非配偶者間人工授精で生まれた子どもの福祉」に関心を持ったと答えている。

### ミス・ワールド
林は、ミス・ワールドの応募資格に身長制限がない、また、年齢制限も当時ギリギリでちょうどいい、とのことからミス・ワールド・ジャパン2016に応募した。本人によると「150センチ台で出場していたのは1人だけ。もう、これってどうしようもないんですよ。私が15センチのヒールを履いたところで、みんなも15センチのヒールを履くので、差は変わらない」。結果、ファイナリストに残り、審査員特別賞を受賞した。

### フィルモグラフィ
- 2015年『掟上今日子の備忘録』
- 2016年『ダメな私に恋してください』
- 2016年『私 結婚できないんじゃなくて、しないんです』（以上出典：[3]）

## 人物
趣味・特技は、クラシックバレエ、フルート、ゴルフ、スノーボード、バスケットボールなど。